# Grue och bleen
Grue och bleen är två konstgjorda predikat, framställda av filosofen Nelson Goodman för att illustrera en paradox som han lägger fram i sin bok Fact, Fiction and Forecast. Goodman kallar paradoxen för "induktionens nya gåta".

## Definition
Ett objekt, X, satisfierar grue om X är grönt och undersöktes före en viss tidpunkt t eller blått och inte undersöktes före t. t står för vilken godtycklig men bestämd tidpunkt i framtiden som helst. X satisfierar på motsvarande sätt bleen om X är blått och undersöktes före en viss tidpunkt t eller grönt och inte undersöktes före t.

## Paradoxen
Alla smaragder hittills har upptäckts har varit gröna. Genom induktion leder detta till att alla smaragder är gröna, och varje smaragd som upptäcks i framtiden kommer alltså också att vara grön. Goodman påpekade att det är lika sant (förutsatt att tidpunkten t ännu inte har kommit) att varje smaragd är grue. Ändå antas inte att smaragderna som upptäcks efter t också kommer att vara grue, och nästa smaragd som är grue ses inte som bevis för den slutsatsen.

## Några svar på problemet
Ett vanligt svar är att peka på den disjunktiva formen hos predikatet grue. Goodman visade att detta inte går.
Grön skulle kunna definieras som "grue om den observeras före t och bleen annars" och blå på motsvarande sätt.